# V520 Persei
V520 Persei eller HD 14134, är en ensam stjärna belägen i den norra delen av stjärnbilden Perseus. Den har en högsta skenbar magnitud av ca 6,52 och är mycket svagt synlig för blotta ögat där ljusföroreningar ej förekommer. Baserat på parallax enligt Gaia Data Release 3 på ca 0,435 mas, beräknas den befinna sig på ett avstånd på ca 7 500 ljusår (2 300 parsek) från solen. Den rör sig närmare solen med en heliocentrisk radialhastighet på ca -43 km/s. Stjärnan ingår som den ljusaste stjärnan i den öppna stjärnhopen NGC 869.

## Egenskaper

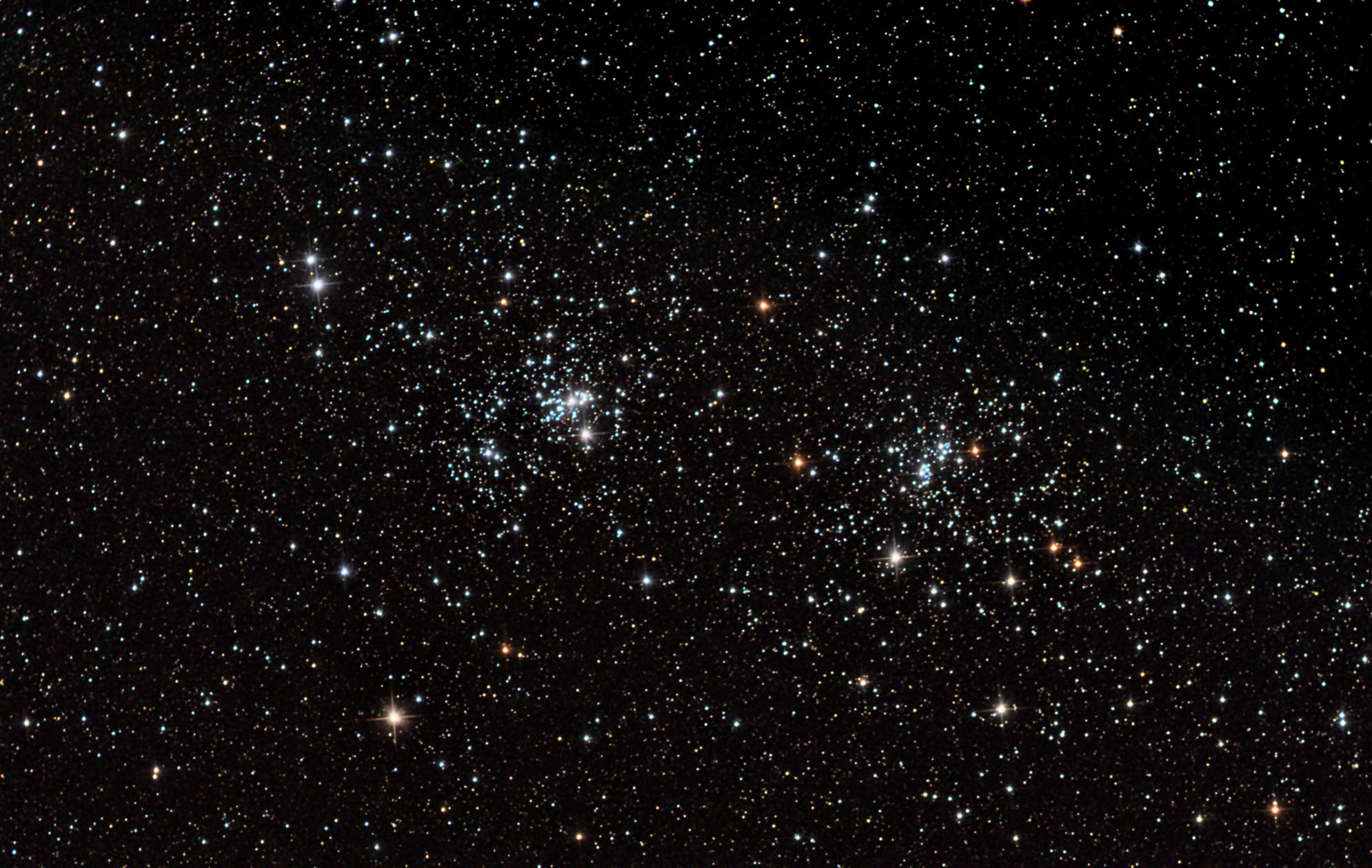
V520 Persei är den ljusaste stjärnan i mitten av NGC 869, till vänster om de två hoparna (norr är nedåt).

V520 Persei är en blå superjättestjärna av spektralklass B3 Ia, som 
också visar emissionslinjer i dess spektrum. Den har förbrukat dess förråd av väte i kärnan och expanderat till en mer ljusstark stjärna med kärnfusion av väte i ett skal eller helium i kärnan. Den har en massa som är ca 30 solmassor, en radie på ca 41 solradier och utsänder från dess fotosfär energi motsvarande ca 190 000 gånger solen vid en effektiv temperatur av ca 21 300 K. Washington Double Star Catalogue listar V520 Perseus som en dubbelstjärna med en följeslagare av 13:e magnituden A0, separerad med ca 15 bågsekunder och annan klustermedlem. Det finns dock dussintals andra stjärnor inom en bågminut, varav flera ljusare än 10:e magnituden och två av 15:e magnituden närmare än den listade följeslagaren.

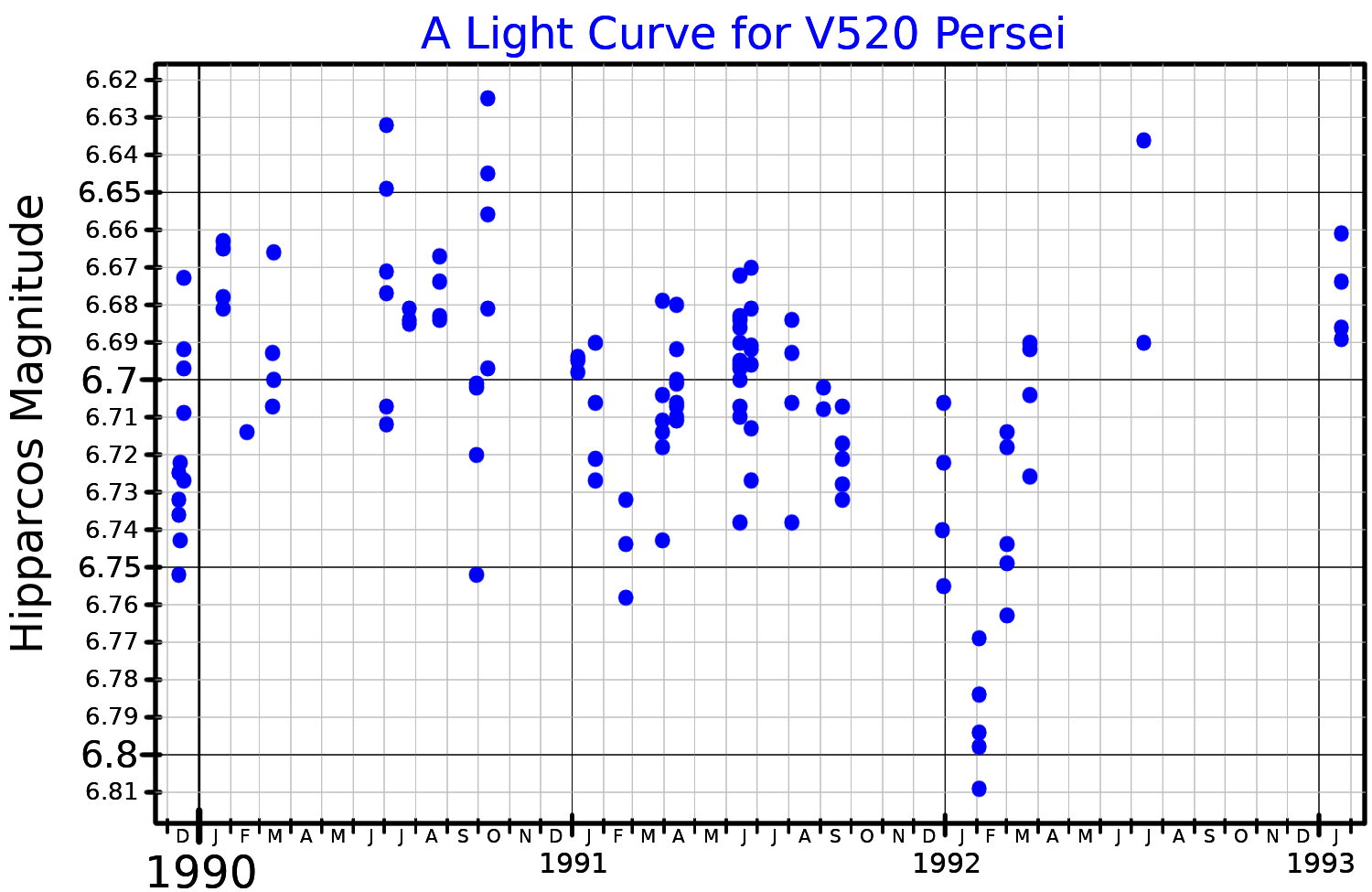
Ljuskurva för V520 Persei anpassad från Hipparcos-data.)

Typen av variation är listad i General Catalogue of Variable Stars som irreguljär variabel, vilket tyder på att den är dåligt studerad utan tydlig period. Skenbar magnitud varierar 6,52 - 6,67 och statistisk analys av Hipparcos fotometri tyder på en möjlig period på 1,6 dygn, men typvariationen är inte tydligt definierad.